# Salvadorique
Salvadorique es una entidad de población española del municipio de Aldeatejada, perteneciente a la provincia de Salamanca, en la comunidad autónoma de Castilla y León.

## Historia
Hacia mediados del siglo XIX, el lugar, ya por entonces perteneciente a Aldeatejada, tenía contabilizada una población de trece habitantes. Aparece descrito en el decimotercer volumen del Diccionario geográfico-estadístico-histórico de España y sus posesiones de Ultramar de Pascual Madoz con las siguientes palabras:

SALVADORIQUE: desp. en la prov. y part. jud. de Salamanca, térm. municipal de Aldeatejada. pobl.: 2 vecinos, 13 almas
(Madoz, 1849, p. 711)

En 2022, tenía empadronados cinco habitantes.